# Dicranomyia (Dicranomyia) chalybeicolor
Dicranomyia (Dicranomyia) chalybeicolor is een tweevleugelige uit de familie steltmuggen (Limoniidae). De soort komt voor in het Oriëntaals gebied.